# Прокопьева, Светлана Владимировна
Светла́на Влади́мировна Проко́пьева (род. 7 октября 1979, Псков) — российская журналистка. Лауреат Международной премии за свободу прессы.

## Биография
Светлана Прокопьева родилась 1 октября 1979 года в Пскове, в семье обычных рабочих. В Пскове она провела раннее детство, после чего её семья переехала в посёлок Тямша, но в дальнейшем она вернулась в город. В 90-х годах играла в народном камерном «Театре Слова» Леонида Изотова. После того, как Прокопьева окончила школу, она поступила на исторический факультет Псковского государственного педагогического института им. С. М. Кирова (ныне Псковский государственный университет).
После выпуска из института в 2002 году, Прокопьева начала работать в независимой газете «Псковская губерния», главным редактором которой был Лев Шлосберг. На объявления о том, что газета ищет сотрудников, Прокопьева наткнулась в своём институте, их развесил сам Шлосберг. По его словам, Прокопьева пришла и хорошо сдала тестовые задания, которыми были два эссе (одно из них было посвящено развитию туризма в Псковской области), после чего была принята. Как вспоминал в дальнейшем Шлосберг: «Я прочитал тексты Прокопьевой и понял, что журналист из неё получится». Прокопьева начала работать в газете в должности обозревателя. Из газеты она ушла в 2006 году.
В 2006 году Прокопьева переехала в Саратов, где начала работать спичрайтером у губернатора Саратовской области Павла Ипатова и занималась этим до 2009 года.
В 2009 году она вернулась в Псков и начала работать главным редактором в государственном учреждении «Институт регионального развития». Как работник института выступила соорганизатором проекта первого городского пункта обмена книг в Пскове.
В 2010—2012 годах Прокопьева работала начальником общественного мониторинга и экспертного управления правительства Саратовской области.
С 2012 года и до настоящего времени работала социальным обозревателем в информагентстве «Псковская лента новостей».
С мая 2013 года и по октябрь того же года исполняла обязанности главного редактора газеты «Псковская правда». Покинула газету из-за разногласий с учредителями издания. По словам журналиста Дениса Камалягина в «Псковской правде» Прокопьева «пыталась менять систему изнутри». Как рассказывает Лев Шлосберг: «Её самостоятельная позиция, самостоятельные действия не понравились чиновникам администрации Псковской области, которые были учредителями этой газеты».
С ноября 2013 и по октябрь 2014 года занимала пост главного редактора «Псковской губернии». В то время газета выпустила нашумевший материал о гибели почти всей первой роты 76-й дивизии ВДВ в боях на юго-востоке Украины, а также о тайных похоронах нескольких из числа убитых псковских десантников.
С 2014 года и по настоящее время является специальным корреспондентом «Радио Свобода» и редактором его регионального проекта «Север Реалии».
Прокопьева с 15 марта 2016 года и до 13 марта 2019 года вела свою еженедельную передачу на «Эхо Москвы в Пскове» под названием «Минутка просветления». До этого участвовала в запуске передачи «Теория вероятности».
В 2018 году работала SMM-щиком в штабе Навального во время президентской кампании Алексея Навального. В том же году за авторскую колонку Прокопьевой «Нет, это не выборы» газета «Псковская губерния» получила предостережение от Роскомнадзора, который увидел в словах журналистки экстремизм.
В 2020 году появилась в числе гостей в выпуске шоу «вДудь», посвященному псковскому фотографу-документалисту Дмитрию Маркову.
В 2021 году возглавила псковское отделение Профсоюза журналистов. В том же году вошла в Профбюро профсоюза.
В 2022 году уехала из России. Незадолго до этого у Прокопьевой в доме произошёл обыск, силовики приехали к ней в 7 утра, выбили дверь и забрали телефон, планшет, роутер.
Прокопьева также была шеф-редактором интернет-библиотеки «Редколлегия» (Саратов), сотрудничала с изданиями «7x7» (репортаж «Исчезнувшие миллионы Изборска»), Colta.ru (статья «Дело реставраторов» и дело реставрации), «Би-би-си» (статьи «Изборские корни дела о коррупции в министерстве культуры», «В Пскове требуют отставки губернатора Турчака. Зачем вам это знать?» «„Избиратели меня сюда вернули“: Лев Шлосберг проиграл суды, но выиграл выборы»), «Современный горожанин», «Новые времена» (Саратов), «Новая прагматика».
В качестве автора участвовала в составлении сборника книги «Россия и Украина. Дни затмения».

## Интересы
Испытывает интерес к творчеству Карлоса Кастанеды.

## Семья
Замужем, муж — художник-дизайнер.

## Уголовное преследование
В 2019 году Прокопьева подверглась уголовному преследованию в оправдании терроризма (ст. 205. 2, часть 2 УК РФ) после публикации своей авторской колонки, где анализировались причины взрыва, произошедшего в УФСБ Архангельска. Дело началось после того, как 7 ноября 2018 года Светлана Прокопьева выступила в своей авторской передаче «Минутка просветления» на радио «Эхо Москвы в Пскове» и читала свой текст с размышлениями о причинах взрыва в УФСБ Архангельска, закончившегося смертью 17-летнего левого террориста и анархо-коммуниста Михаила Жлобицкого. В своём тексте Прокопьева заявила, что российское государство стало репрессивным и «само воспитало» поколение граждан, которые с ним борются. Этот текст на следующий день был опубликован под заголовком «Репрессии для государства» на сайте псковского информагентства «Псковская лента новостей». В дальнейшем Роскомнадзор потребовал удалить статью и запись радиоэфира Прокопьевой, сочтя, что в тексте журналистки есть признаки оправдания терроризма.
6 февраля 2019 года в квартиру Светланы Прокопьевой нагрянули полицейские и устроили обыск. На следующий день она стала подозреваемой по статье «Оправдание терроризма» (ч. 2. ст. 205.2 УК РФ).
4 июля 2019 года Прокопьеву внесли в федеральный список Росфинмониторинга, подозреваемых в причастности к экстремистской или террористической деятельности. В это же время Сбербанк заблокировал её банковские счета.
20 сентября того же года Прокопьевой официально предъявили обвинение в оправдании и пропаганде терроризма.
6 июля 2020 года Прокопьеву признали виновной и назначили наказание в виде штрафа 500 тыс. рублей.
15 февраля 2021 года Прокопьева открыла на своей странице в Facebook сбор средств в помощь по оплате штрафа в 500 тысяч рублей, на который откликнулось множество людей, включая стендап-комика Данилу Поперечного. 25 февраля журналистка сообщила, что оплатила штраф, а оставшиеся от сбора денег средства, почти в 2 миллиона рублей, она в дальнейшем передала в помощь «Центру защиты прав СМИ».
Правозащитный центр «Мемориал» назвал Прокопьеву лицом, преследуемым по политическим мотивам.
19 мая 2022 года Прокопьевой разблокировали счета и её исключили из реестра террористов и экстремистов.
16 июня 2023 года Министерством юстиции России внесена в список физических лиц «иностранных агентов».
18 сентября 2023 года Прокопьеву оштрафовали на 35 тысяч рублей вменив ей «дискредитацию» армии РФ (статья 20.3.3 КоАП).
18 июля 2024 года стало известно, что МВД России объявило Светлану Прокопьеву в розыск.

## Награды
- Первый приз в экологическом конкурсе для журналистов Псковской области в 2002 году[41].
- Диплом конкурса СеЗаМ-2003 в номинации «Лучшая публикация в сфере культуры» первой степени конкурса ВООПИиК[41].
- Диплом первой степени конкурса «За лучшее освещение деятельности Псковской городской Думы» в 2005 и 2006 гг[41].
- Диплом в номинации Альянса руководителей региональных СМИ «К 70-летию Победы в Великой Отечественной войне»[42].
- Лауреат журналистской премии «Редколлегия» в номинации «Солидарность» (март 2019)[43].
- Лауреат премии газеты «Коммерсант-СПб» в номинации «Слово с твердым знаком»[44].
- Лауреат Международной премии за свободу прессы в 2020 году[45].
- Лауреат премии «Женщины года — 2020» журнала Glamour[46].

## Интервью
- Шлосберг Live. Светлана Прокопьева // ГражданинЪ TV. 11 февраля 2019.
- Шлосберг Live. Светлана Прокопьева // ГражданинЪ TV. 8 июля 2019.